# Xiaozhang Gezhuang
Xiaozhang Gezhuang (kinesiska: 小张各庄镇, 小张各庄) är en köping i Kina. Den ligger i provinsen Hebei, i den norra delen av landet, omkring 130 kilometer öster om huvudstaden Peking. Antalet invånare är 15 845. Befolkningen består av 7 775 kvinnor och 8 070 män. Barn under 15 år utgör 15,0 %, vuxna 15-64 år 74 %, och äldre över 65 år 10,0 %.
Genomsnittlig årsnederbörd är 766 millimeter. Den regnigaste månaden är juli, med i genomsnitt 210 mm nederbörd, och den torraste är januari, med 2 mm nederbörd.